# 哈里斯堡科技大學
哈里斯堡科技大學（Harrisburg University of Science & Technology）是位於美國賓夕法尼亞州哈里斯堡的一所私立大學，該大學創立於2001年，2005年正式開學，2009年開始頒發學位。HU特別強調在工程，應用科學和科技領域方面的教育，並且提供學士、碩士、博士和其他專業認證學程。已經得到中部各州校院高等教育審議委員會的認可。 2018年《美國新聞與世界報道》將其列在北部地区大学排名中的第142-187位。

## 外部連結
- Official website（页面存档备份，存于）

40°15′43″N 76°52′49″W / 40.2619°N 76.8802°W